# Słupia (gmina Zawidz)
Słupia – wieś w Polsce położona w województwie mazowieckim, w powiecie sierpeckim, w gminie Zawidz. Ma status sołectwa. Leży nad Sierpienicą.
Prywatna wieś duchowna położona była w drugiej połowie XVI wieku w powiecie bielskim  województwa płockiego. W latach 1975–1998 miejscowość należała administracyjnie do województwa płockiego.
We wsi znajduje się parafia pw. św. Jakuba.